# أندرو ريد
أندرو ريد (بالإنجليزية: A. J. Reed) (و. 1993  م) هو لاعب كرة قاعدة أمريكي، ولد في تير هوت، مركز لعبه هو قاعدي أول ‏.

## جوائز
حصل على جوائز منها:
- Dick Howser Trophy [الإنجليزية]‏ (2014)
- John Olerud Award [الإنجليزية]‏ (2014)
- Golden Spikes Award [الإنجليزية]‏ (2014)
- Southeastern Conference Baseball Player of the Year [الإنجليزية]‏ (2014)

## روابط خارجية
- أندرو ريد على موقع دوري كرة القاعدة الرئيسي (الإنجليزية)
- أندرو ريد على موقعبيزبول رفرنس.كوم (الدوري الرئيسي) (الإنجليزية)
- أندرو ريد على موقعبيزبول رفرنس.كوم (الدوري الثانوي) (الإنجليزية)
- أندرو ريد على موقع إي إس بي إن.كوم (أم.أل.بي) (الإنجليزية)
- أندرو ريد على موقع مشجعي الرسوم البيانية (الإنجليزية)